# Segunda Categoría 1925
La Segunda División Peruana 1925, denominada como «XIV Campeonato de Segunda División de la Liga Peruana de Football 1925», fue la 14.ª edición de la Segunda División del Perú y la 14.ª edición realizada por la ADFP.  El Teniente Ruiz y el Deportivo Nacional, logran el campeonato y subcampeonato respectivamente.
Participaron los equipos que mantuvieron la categoría del periodo anterior, además de los equipos ascendidos de la Tercera División. Esta temporada fue última ediciónde la Segunda División de La Liga Peruana de Football. No hubo descenso.
Al final del torneo varios equipos fueron seleccionados para integrar la Primera División Provincial de Lima y la División Intermedia Limeña del siguiente año.

## Clubes Participantes
- Teniente Ruiz - Campeón
- Deportivo Nacional - Subcampeón
- Association Alianza
- Sport Sáenz Peña
- Sport José Gálvez
- Circolo Sportivo Italiano
- The Graffic Sporting
- Jorge Chávez
- Lawn Tennis de la Exposición
- Sport Inca
- Sportivo Áncash
- Sportivo Unión
- Unión F.B.C.
- Unión Santa Catalina
- Unión Lima
- Woodrow Wilson

## Seleccionados a la Primera División Provincial
- Teniente Ruiz
- Deportivo Nacional
- Sport José Gálvez
- Circolo Sportivo Italiano

## Seleccionados a la División Intermedia
- Association Alianza
- The Graffic Sporting
- Jorge Chávez
- Lawn Tennis de la Exposición
- Sport Inca
- Sportivo Áncash
- Sportivo Unión
- Unión F.B.C.
- Unión Santa Catalina
- Unión Lima
- Woodrow Wilson
- Sport Sáenz Peña

| Predecesora: 1924 | Segunda División del Perú 1925 | Sucesora: 1926 |